# Pitta
A Pitta a madarak osztályának verébalakúak (Passeriformes) rendjébe és a pittafélék (Pittidae) családjába tartozó nem.
Besorolásuk vitatott, egyes rendszerezők a Irestedt et al., (2006b), az Erythropitta és a Hydrornis nembe átsorolt fajokat is ebbe a nembe sorolják.

## Rendszerezés
A nembe az alábbi 14 faj tartozik:
- afrikai pitta (Pitta angolensis)
- zöldmellű pitta (Pitta reichenowi)
- barnasapkás pitta (Pitta brachyura)
- mangrovepitta (Pitta megarhyncha)
- kékszárnyú pitta (Pitta moluccensis)
- kucsmás pitta (Pitta sordida)
- tündérpitta (Pitta nympha)
- lármás pitta (Pitta versicolor)
- fehérmellű pitta (Pitta maxima)
- ékszerpitta (Pitta elegans)
- feketearcú pitta (Pitta anerythra)
- azúrmellű pitta (Pitta steerii)
- feketehátú pitta (Pitta superba)
- szivárványpitta (Pitta iris)